# Nez Percé

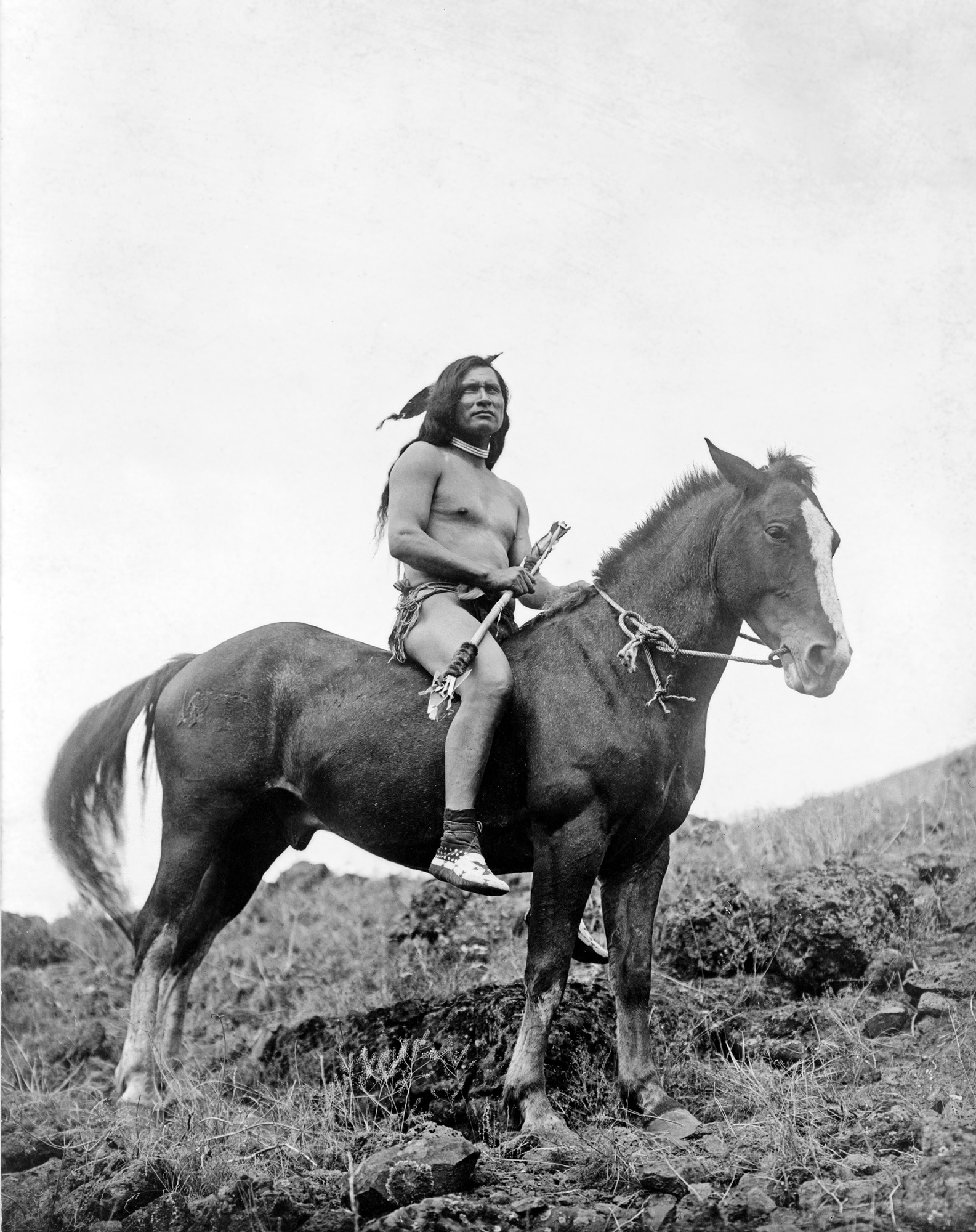
Wojownik z plemienia Nez Percé na koniu (1910 r.)

Nez Percé (z fr. „Przekłute Nosy”) – plemię Indian Ameryki Północnej zamieszkujące w przeszłości Płaskowyż na północnym zachodzie dzisiejszych Stanów Zjednoczonych. Sami nazywają siebie Nimíipuu i współcześnie zamieszkują głównie rezerwat Nez Percé w stanie Idaho. Nazwę „Przekłute Nosy” nadali im na początku XIX wieku francuscy podróżnicy z powodu charakterystycznej ozdoby nosa, popularnej wśród Indian z tego regionu. W historii zasłynęli głównie dzięki epopei Chiefa Josepha z 1877 roku.

## Historia
Zamieszkiwali część stanu Idaho, Waszyngtonu i Oregonu. W 1860 roku, wskutek odkrycia złota w dorzeczu Snake River, na ziemie Indian Nez Percé zaczęli napierać biali. Zniszczyli jedną z wiosek plemienia, aby na jej miejscu postawić miasteczko Lewiston. Na mocy traktatów z 1855 i 1863 Nez Percé odstąpili rządowi USA większość swoich ziem, z wyjątkiem dużego rezerwatu.
Nez Percé z doliny Wallowa pod wodzą Chiefa Josepha byli gnębieni przez białych rabusiów, którzy chronili się w tej okolicy. Wycofując się ze swojej doliny do wskazanego rezerwatu, kilku młodych wojowników bez wiedzy wodza chciało pomścić krzywdy plemienia na pobliskich farmach. Wódz Józef mimo występku młodych nie wyciągnął konsekwencji i nie oddał ich w ręce białych. W następstwie tych wydarzeń generał Howard zdecydował się na działania militarne i w 1877 roku rozpoczęła się wojna.
Początkowo grupa Chiefa Josepha próbowała się ukrywać w USA i – unikając walki – zadawała straty przeciwnikowi w niewielkich potyczkach. Kiedy Indianie dowiedzieli się, że nadchodzą duże oddziały Armii USA, chcieli wycofać się do neutralnej Kanady. Na 70–80 mil przed granicą doścignięty Chief Joseph, kierując się chęcią utrzymania plemienia przy życiu, musiał pójść na ugodę z generałem Howardem.
Po kapitulacji wódz Józef wraz z 450 ludźmi został osadzony na Terytorium Indiańskim w dzisiejszej Oklahomie. Później przeniesiono ich do rezerwatu Colville w stanie Waszyngton, gdzie część Nez Percé żyje do dziś.

## Liczebność
W 1780 roku Nez Percé liczyli około 4000 osób, a w 1937 roku 1426 osób.
Według danych U.S. Census Bureau, podczas spisu powszechnego w 2000 roku 3983 obywateli USA zadeklarowało, że ma pochodzenie wyłącznie Nez Percé, zaś 6535 oświadczyło, że ma pochodzenie wyłącznie lub między innymi Nez Percé.

## Eponimia
Triasowy ślimak Cryptaulax nezperceorum Nützel & Erwin, 2004, znaleziony na ziemiach plemienia Nez Percé, został nazwany na ich cześć.